# دانشکده دندانپزشکی همدان
دانشکده دندانپزشکی دانشگاه علوم پزشکی همدان یکی از دانشکده‌های دندانپزشکی ایران وابسته به دانشگاه علوم پزشکی همدان در همدان است.

## تاریخچه
دانشکده دندانپزشکی همدان در سال ۱۳۷۰ بنیانگذاری شد. هم‌اکنون ریاست این دانشکده را یارمحمدی برعهده دارد.